# Bosque montano y estepario del Altái
La ecorregión del bosque montano y estepario del Altái  (WWF ID: PA0502) cubre zonas del cinturón de bosque subalpino existente en las montañas de Altái, cruzando la región fronteriza donde se unen Rusia, Kazajistán, Mongolia y China. La región tiene una gran biodiversidad, ya que se encuentra en zonas de transición entre diferentes ecorregiones, altitudes y zonas climáticas. Está en la ecozona Paleártica, con un clima  semiárido frío. Cubre una superficie de 35 199 998 km² (13 590 795 millas cuadradas).

## Ubicación y descripción
Se extiende desde la cordillera de Belukh de las montañas de Altái en la frontera entre Rusia y Kazajistán en el noroeste, hasta el Gobi-Altái en Mongolia al sureste por una extensión de 1500 km. La ecorregión deja fuera los picos alpinos del Altái, y los lagos y valles más bajos. Al sur de Altái se encuentran las regiones frías y áridas de Asia central, y al norte se encuentran los bosques y humedales de Siberia.

## Clima
Debido a su lejanía del océano, la ecorregión tiene un clima semiárido frío (clasificación climática de Köppen Bsk). Se trata de un clima local caracterizado por veranos frescos e inviernos fríos y secos. Estas regiones climáticas tienden a encontrarse en elevaciones más altas en el centro de los continentes, con grandes diferencias entre las temperaturas diurnas y nocturnas.

## Flora
Las zonas de bosques de coníferas tienden a encontrarse en las laderas más frías y húmedas del norte de las montañas, con una vegetación de estepas desérticas más predominante en las laderas del sur. Los bosques en el sudeste de la región incluyen zonas de alerce y cedros. Los pastos en zonas de mediana elevación están dominados por la festuca de tundra (Festuca lenensis) y la hierba de pradera (Koeleria macrantha). La vegetación de la estepa del desierto en el sur a menudo está formada por la hierba de pluma europea (Stipa pennata), cebolla silvestre (Allium polyrhizum), Anabasis breviloa y artemisa (Artemisia frigida). Esta es solo un conjunto representativo, pero la biodiversidad en el área es muy alta. La Federación Mundial de Vida Silvestre señala que el endemismo de la zona (12%) es más alto que el de los Pirineos o los Alpes.

## Fauna
Como zona de unión de especies forestales del norte y del sur, las elevaciones medias de Altái presentan un gran número de especies. El más numeroso de los pequeños mamíferos del sur es la marmota gris (Marmota baibacina), la marmota Tarbagan (M. sibirica) y los lagomorfos (conejos, liebres y pikas). En la zona se encuentran varias especies amenazadas a nivel mundial, como el leopardo de las nieves (Uncia uncia).

## Áreas protegidas
Las áreas protegidas en la región son:
- La reserva natural de Katun ("Katunsky"). Una "reserva ecológica estricta" de la IUCN clase (un Zapovednik) ubicada en la sección noroeste de la ecorregión de bosques esteparios y boscosos de Altái, al norte de la frontera entre Rusia y Kazajistán. Esta reserva natural se encuentra en las tierras altas de las montañas centrales de Altái; el río Katun que discurre por sus laderas forma la cabecera del río Obi. (Área: 150 079 km²).
- Parque nacional Munj Jairjan. Un parque nacional de Mongolia, que cubre la segunda montaña más alta de Mongolia, la montaña Mönkhkhairkhan a una altitud de 4362 metros (Área: 5061 km²).[4]